# Symboly Královéhradeckého kraje

Znak Královéhradeckého kraje

Vlajka Královéhradeckého kraje
Poměr stran: 2:3

Symboly Královéhradeckého kraje jsou znak, vlajka a logo. Znak a vlajku udělil kraji usnesením č. 92 ze dne 8. října 2001 předseda Poslanecké sněmovny Parlamentu České republiky Václav Klaus. Logo, které ale není oficiálním symbolem, bylo schváleno Radou Královéhradeckého kraje zřejmě v srpnu 2006.

## Popis symbolů

### Znak
Oficiální popis: „Červeno-modře čtvrcený štít, v prvním a čtvrtém poli český lev, ve druhém poli unciální písmeno G, ve třetím poli zlatá koruna.“

### Vlajka
Vlajka kraje je heraldická, tzn. odvozená z krajského znaku prostým přepisem na list o poměru stran 2:3.
Oficiální popis: „Červeno-modře čtvrcený list, v horním žerďovém a dolním vlajícím poli český lev. V dolním žerďovém poli žlutá koruna. V horním vlajícím poli žlutě unciální písmeno G.“

### Logo
Logo je tvořeno ze dvou na sebe navazujících ploch přesně definované proporce. V horní části je umístěno písmové označení Královéhradecký kraj z písma Akzidenz Grotesk. Logo je zobrazované ve čtyřech specifikovaných barvách:
| Barevný model | Červená    | Modrá      | Černá           | Šedá          |
| ------------- | ---------- | ---------- | --------------- | ------------- |
| Pantone       | 485 C      | 273 C      | Process Black C | Cool Gray 7 C |
| CMYK          | 0,100,91,0 | 100,94,0,6 | 0,0,0,100       | 0,0,0,47      |
| RGB           | 196,0,30   | 43,43,130  | 0,0,0           | 157,157,161   |
| web           | #C4001E    | #2B2B82    | #000000         | #9D9DA1       |

## Symbolika
První a čtvrté pole znaku a vlajky zaujímá historický znak Čech, na jehož historických územích se kraj rozkládá. Druhé pole obsahuje písmeno G ze znaku města Hradce Králové, ve kterém je sídlo kraje. Koruna ve třetím poli představuje pět historických věnných měst českých královen (Hradec Králové, Jaroměř, Dvůr Králové, Trutnov a Nový Bydžov). Koruna je též symbolem historického kraje (dříve Hradecká provincie nebo Hradecký landfrýd) a přívlastku "Králové" v názvu města a kraje.

## Historie

### Historie znaku a vlajky
Po vzniku krajů v dnešní podobě (s účinností od 1. ledna 2001) byla v březnu téhož roku schválena radou kraje Komise pro heraldiku a vexilologii Rady Královéhradeckého kraje. Členy se stali odborní pracovníci všech okresů kraje, zástupce Krajského úřadu a Podvýboru pro heraldiku a vexilologii Poslanecké sněmovny Parlamentu. Na prvním zasedání komise doporučila oslovit významné krajské heraldiky k podání návrhů na druhé a třetí pole znaku (ve zbývajících bylo vyžadováno zobrazení českého lva).
Ze šestnácti návrhů postoupilo po anonymním vyhodnocení komise 17. května 2001 devět návrhů. Všechny návrhy obsahovaly ve druhém poli, v různých podobách, písmeno G ze znaku krajského města, většinou ve zlaté barvě na modrém podkladu. Ve třetím poli byly symboly hor (Krkonoše, Orlické hory), řek (Labe, Orlice), husitského kalichu a královské koruny. Komise po rozpravě doporučila zkombinovat dva návrhy se symbolem koruny. Autorem vítězného návrhu byl vexilolog Petr Exner. Tvar písmene G pochází ze svorníku klenby (z roku 1463) v katedrále sv. Ducha v Hradci Králové. Koruna je inspirována vyobrazením korun českých královen ve Zbraslavské kronice. Tinktury vychází ze středověkých vyobrazení písmena G.
Rada Královéhradeckého kraje schválila tento návrh 1. června 2001, a po jejím doporučení k projednání jej krajské zastupitelstvo 12. června schválilo. K projednání podvýborem pro heraldiku a vexilologii došlo 30. května 2001. Usnesením č. 272/2001 ze dne 19. září doporučil výbor pro vědu, vzdělání, mládež a tělovýchovu udělení znaku a praporu. Rozhodnutím č. 92 ze dne 8. října 2001 udělil kraji symboly předseda Poslanecké sněmovny Václav Klaus. Slavnostní předání dekretu do rukou hejtmana Královéhradeckého kraje Pavla Bradíka proběhlo v místnosti státních aktů Poslanecké sněmovny dne 21. ledna 2002.

Český lev
Znak Hradce Králové